# Andreas Torchilli
Andreas Torchilli, föddes troligen i Jönköping, död 1587 i Linköping, var en svensk präst och domprost. 

## Biografi
Torchilli föddes troligen i Jönköping, Han var son till Torkel Andersson. 1542 blev han kyrkoherde i Jönköpings församling. 1553 fick han titeln ordinarius. Vid Älvsborgs lösen den 25 januari 1571 nämns han som domprost i Linköpings församling. Torchilli avled 1587 i Linköping.
Torchilli deltog i riksdagen 1560 och 1569. Han skrev även under liturgin 1577.